# 約翰·歐班諾
約翰·歐班諾（John O'Banion，1947年2月16日—2007年2月14日）是一位美國歌手與演員。

## 生平
1947年，約翰·歐班諾出生在印第安納州科科莫，13歲時，約翰·歐班諾在當地劇場與印第安納樂隊表演。15歲時，他在WIOU主持自己的電台節目。20歲時，約翰·歐班諾主持了他自己的當地電視節目。
1970年代，約翰·歐班諾是樂隊「Today's Children」的主唱。
1981年，約翰·歐班諾演唱歌曲《Love You Like I Never Loved Before》，在告示牌百強單曲榜名列第24。約翰·歐班諾以《"I Don't Want To Lose Your Love》，於1982年贏得東京音樂節獎。約翰·歐班諾也得到了日本歌迷的注意，代表作包含《I Don't Want This Night To End》與《White Light》。
約翰·歐班諾曾與索菲亞·羅蘭和比利·迪伊·威廉斯（Billy Dee Williams）演出電影《Courage》。
2007年，約翰·歐班諾在洛杉磯因意外逝世。

## 作品
- John O′Banion (1981)
- Danger  (1982)
- 新里見八犬傳 (1983)
- Hearts（1995）